# Altenburger Teilung
Die Altenburger Teilung beschreibt einen Plan zur Teilung der wettinischen Gesamtlande, der durch die sächsischen Stände am 16. Juli 1445 in Altenburg den beiden verstrittenen Brüdern Kurfürst Friedrich II. und Herzog Wilhelm III. vorgelegt wurde.
Vorausgegangen war der Tod von  Friedrich IV., wodurch die Landgrafschaft Thüringen an seine beiden Neffen, Friedrich II. und Wilhelm III. fiel. Den Anspruch auf die entfernteren meißnischen Gebiete hatte er bereits Jahre zuvor für 15.000 Gulden an diese abgetreten. Wilhelm erhielt im Wesentlichen die hoch verschuldete Landgrafschaft Thüringen und die fränkischen Besitzungen zugesprochen, die restlichen Ländereien fielen Friedrich zu. König Friedrich III. bestätigte am 1. April 1446 die Teilung und forderte die Brüder zur Einigkeit auf. Der Plan wurde von ihnen jedoch weiter abgelehnt und es kam um die wettinischen Gebiete zum Sächsischen Bruderkrieg, der erst mit dem Naumburger Frieden von 1451 beigelegt wurde.